# Piccolo Mondo
Piccolo Mondo is een darkride in het Duitse attractiepark Europa-Park en staat in het themagebied Italië.
In 1982 opende de darkride Ciao Bambini op exact dezelfde locatie en in het huidige bouwwerk. In 2011 werd de attractie heropend onder de naam Piccolo Mondo. Bijna de gehele darkride werd heringericht. Zo werden de scènes aangepast en de voertuigen vervangen door voertuigen met het uiterlijk van een gondel. De muziek die tijdens de rit gebruikt werd bleef onaangepast.

## Rit

### Piccolo Mondo (2011 t/m heden)
Tijdens de rit worden bezoekers met een voertuig in de vorm van een gondel met circa 6,8 km/u langs allerlei scènes geleidt. In de verschillende scènes worden een aantal culturele 'hoogtepunten' van Italië uitgelicht zoals Leonardo da Vinci en de pizzabakker. Opvallend is dat alle karakters in de gehele darkride uitgebeeld zijn als dieren.

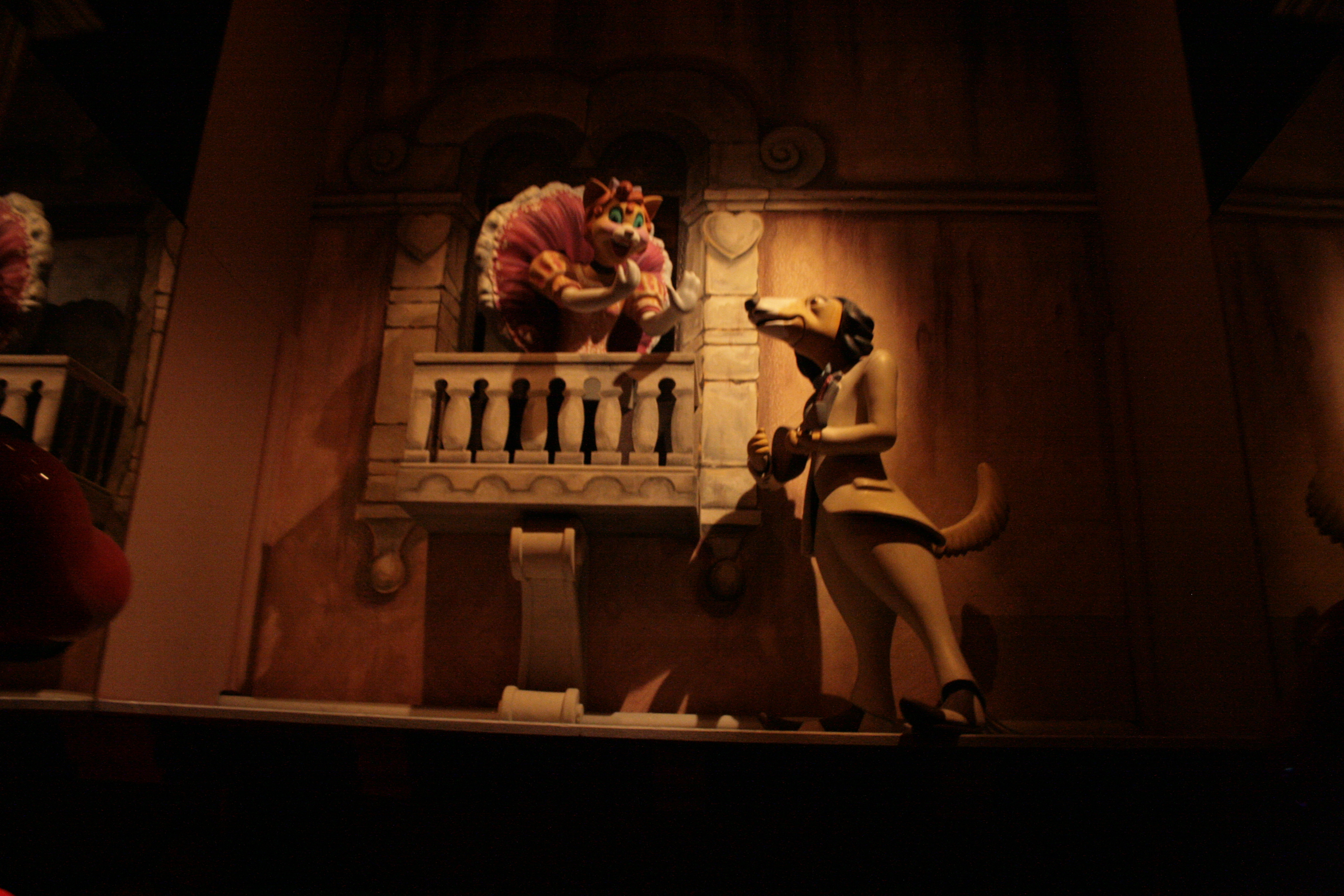

### Voorgaande attractie Ciao Bambini (1982 t/m 2011)
Tijdens de rit reden bezoekers in voertuigen over een parcours. In de scènes langs het parcours stonden tientallen (dansende) poppen opgesteld. Deze scènes en de decoratie stond in het teken van het land Italië. Halverwege de rit bevond zich een 'liefdestunnel'. De tunnel was versierd met hartjes en er scheen rode verlichting. De gehele rit werd ondersteund door vrolijke muziek. De Disney-attractie It's a small world diende als inspiratie voor de darkride.
Lijst van attracties in Europa-Park